# Jickovice
Jickovice település Csehországban, Píseki járásban. Jickovice Kučeř, Milevsko, Kostelec nad Vltavou, Varvažov és Zvíkovské Podhradí településekkel határos. Lakosainak száma 138 fő (2024. január 1.).

## Népesség
A település lakosságának változását az alábbi diagram mutatja:
| Lakosok száma | 564  | 512  | 502  | 300  | 173  | 98   | 124  | 133  | 134  | 138  |
|               | 1869 | 1890 | 1921 | 1950 | 1980 | 2001 | 2017 | 2019 | 2022 | 2024 |